# Audi Type SS
De Audi Type SS "Zwickau" is een auto uit de topklasse die van 1929 tot 1932 geproduceerd werd door de Duitse autobouwer Audiwerke AG Zwickau. Het was het eerste nieuwe Audi-model na de overname van de fabriek door Zschopauer Motorenwerke J.S. Rasmussen AG (DKW) als opvolger van de Audi Type R "Imperator".
De Type SS werd aangedreven door een 5,1-liter-acht-in-lijnmotor met zijkleppen. Deze achtcilindermotor was voorin gemonteerd en ontwikkelde 100 pk. Het motorvermogen werd via een handgeschakelde vierversnellingsbak en een cardanas overgebracht op de achterwielen. De motor was een Amerikaans ontwerp en werd geproduceerd in een DKW-dochteronderneming in Scharfenstein, waar motorenproducent Zschopauer een nieuwe productiefaciliteit had opgezet met machines die waren gekocht van het voormalige Amerikaanse bedrijf Rickenbacker Motor Company.
De wagen had twee starre assen met bladveren en hydraulisch bediende remmen op de vier wielen. De Type SS werd aangeboden als vierdeurs pullman-limousine of vierdeurs cabriolet-sedan.
Er werden in totaal 457 exemplaren gebouwd.